# (3200) Phaethon
(3200) Phaethon – małe ciało Układu Słonecznego sklasyfikowane jako planetoida z grupy Apolla, o kometarnym pochodzeniu. Została odkryta 11 października 1983 roku przez satelitę IRAS. Okrąża Słońce w ciągu 1 roku i 158,5 dni w średniej odległości 1,27 au. Nazwa planetoidy pochodzi od Faetona, syna Heliosa w mitologii greckiej. Przed nadaniem nazwy planetoida nosiła oznaczenie tymczasowe (3200) 1983 TB.

## Orbita i charakterystyka
Cechą odróżniającą (3200) Phaethona od wielu innych planetoid bliskich Ziemi jest to, że zbliża się on do Słońca na odległość mniejszą niż 0,14 j.a., najmniejszą spośród nazwanych planetoid, przecinając przy tym orbity Marsa, Ziemi, Wenus i Merkurego. Ta orbita sprawiła, że planetoidzie nadano imię syna Heliosa, boga Słońca. Podczas zbliżenia do Słońca powierzchnia rozgrzewa się od 1025 do 1500 K (ponad 750°C), co uniemożliwia przetrwanie lodu, którego sublimacja tworzy warkocze komet. Obserwacje sond STEREO ujawniły jednak istnienie warkocza pyłowego, towarzyszącego planetoidzie; powstaje on, gdy ogrzewanie powierzchni powoduje naprężenia termiczne, kruszące skały. Z tego powodu (3200) Phaethon został określony mianem „skalnej komety”. Najnowsze badania sugerują, że za rozświetlanie planetoidy odpowiedzialny jest parujący z jego wnętrza sód. Temperatura, do jakiej nagrzewa się Phaethon podczas peryhelium jest wystarczająca, by sód mógł sublimować ze skał tworząc jaśniejącą poświatę wokół planetoidy.
Materia pochodząca z tej planetoidy tworzy rój meteorów o nazwie Geminidy.

## Bliskie przejścia
Do ostatnich bliskich przejść planetoidy obok Ziemi doszło 10 grudnia 2007 roku (0,12090 au = 18 085 700 km) i 16 grudnia 2017 roku (0,06893 au = 10 312 000 km). Podczas tego ostatniego przejścia blask Phaethona sięgnął 10,8 mag, a więc był w zasięgu obserwacji małych teleskopów i dużych lornetek. Przejście z 2017 roku jest najbliższe aż do grudnia 2093 roku, kiedy Phaethon zbliży się do Ziemi na odległość tylko 0,01982 au (2 965 000 km).